# Bellator 60
 Bellator LX  foi um evento de artes marciais mistas organizado pelo Bellator Fighting Championships, ocorrido em 9 de março de 2012 no The Venue at Horseshoe Casino em Hammond, Indiana. O evento foi transmitido ao vivo na MTV2.

## Background
Bellator 60 era esperado para acontecer em 2 de Março, porém a abertura da temporada foi atrasada uma semana.
Wagnney Fabiano era esperado para enfrentar Ronnie Mann nas Quartas de Final do Torneio de Penas; porém, em 1 de Março de 2012, Fabiano se retirou da luta e foi substituído por Mike Corey.
Genair da Silva era esperado para enfrentar Alexandre Bezerra nas Quartas de Final do Torneio de Penas; porém, após problemas a pesagem, da Silva foi forçado a sair da luta. Ele foi substituído por Kenny Foster que enfrentaria Bobby Reardanz no card preliminar desse evento.